# Kleiner Priel
Kleiner Priel är ett berg i Österrike.   Det ligger i distriktet Kirchdorf och förbundslandet Oberösterreich, i den centrala delen av landet, 180 km väster om huvudstaden Wien. Toppen på Kleiner Priel är 2 136 meter över havet, eller 250 meter över den omgivande terrängen. Bredden vid basen är 2,0 km.
Terrängen runt Kleiner Priel är bergig åt sydväst, men åt nordost är den kuperad. Närmaste större samhälle är Micheldorf in Oberösterreich, 16,2 km norr om Kleiner Priel. 
I omgivningarna runt Kleiner Priel växer i huvudsak blandskog. Runt Kleiner Priel är det ganska glesbefolkat, med 40 invånare per kvadratkilometer.